# Metro de Guatemala
El Metro de Guatemala será el sistema de transporte público principal de la ciudad de Guatemala. La primera línea conectará los municipios de Mixco y la ciudad capitalina.

## Construcción
En 2020, el alcalde Ricardo Quiñonez confirmó el desarrollo del metro subterráneo de la capital.  El 15 de marzo de 2024 el presidente Bernardo Arévalo informó acerca de un cronograma que se realizara para la construcción del metro subterráneo en la línea 1. Dicha línea cubrirá unos 6 kilómetros entre ciudad San Cristóbal, Mixco y El Obelisco de la ciudad capital. Su costo sería de 7.8 millardos de quetzales.

### Infraestructura vial
La primera línea del metro será construida de forma subterránea.

### Actualidad
Actualmente el proyecto está en fase de prefactibilidad y el Banco Mundial será el asesor técnico y financiero para el proyecto que será público-privado. 

## Líneas

### Línea blanca
La línea recorrerá la calzada Atanasio Tzul conectando la Central de Mayoreo (CENMA) con la zona 1. Actualmente está en construcción la fase 1 de la misma.

### Línea azul
La línea tendrá un recorrido de oriente a occidente de la capital conectando a Mixco con la ciudad de Guatemala y posiblemente Santa Catarina Pinula.